# Косте I (Фрозиноне)
Косте I је насеље у Италији у округу Фрозиноне, региону Лацио.
Према процени из 2011. у насељу је живело 32 становника. Насеље се налази на надморској висини од 199 м.